# Guilherme Clito
Guilherme Clito, Conde de Flandes (25 de outubro de 1102 - 28 de Julho de 1128) foi o filho de Roberto II da Normandia, pelo seu casamento com Síbila de Conversano. Ele teve uma reivindicação tanto da Normandia e da Inglaterra, e tornou-se conde de Flandres.
Seu sobrenome "Clito" era um termo equivalente do latim para o anglo-saxão "Atelingo", e o germânico "Adelino" (usado para se referir ao seu primo, Guilherme Adelin, filho de Henrique I da Inglaterra). Tanto "Clito" e "Atelingo" significado "homem de sangue real", ou o equivalente do moderno "príncipe".